# Fire + Ice
Fire + Ice ist eine 1991 gegründete englische Neofolk-Band um den Frontmann Ian Read.

## Geschichte
Ian Read gehört neben der aus der Trennung von Death in June hervorgegangenen Band Sol Invictus mit zu den Gründungsfiguren des Neofolk. Sein Interesse für Odinismus/nordische Mythologie/Heidentum und Magie/Esoterik/Okkultismus sowie Runen, Mittelalter und Renaissance führte u. a. zu seiner Mitgliedschaft bei dem chaosmagischen Orden Illuminates of Thanateros (IOT) und der Runen-Gilde von Edred Thorsson, dem Pseudonym des amerikanischen Autors Stephen Flowers, in der er zum Vorsitzenden der „Rune Gild UK“ aufstieg. Diese Interessen spiegeln sich in seiner Musik wider.
Read beteiligte sich an Alben wie Swastikas for Noddy (1988) von Current 93 und „Brown Book“ von Death in June. Wenig später wirkte er bei Sol Invictus mit und gründete nach seiner Trennung von dieser Formation 1990 im folgenden Jahr die Band Fire + Ice und sein eigenes Label Fremdheit, bei der fast alle Veröffentlichungen der Band erschienen. Das Debüt erschien 1992 auf dem Label New European Recordings von Douglas Pearce (Death in June). Seit der Fire+Ice-Veröffentlichung Birdking (2000) blieb es lange Zeit ruhig um Ian Read. Erst 2012 folgte mit Fractured Man ein völlig neues Album, 2014 gefolgt von dem Live-Album Deo Endovellico Sacrum, das ältere Musikstücke aus der Bandgeschichte aufgreift. Als Sänger war er unter anderem auf der LP Erde von Forseti, der Single Dygel von Sonne Hagal und dem Album Wampyricon des Gothic-Rock-Projekts Wampyre ShadowWolf von Magus Wampyr Daoloth zu hören.
Mitwirkende bei Alben von Fire & Ice waren neben anderen Simon Norris, Michael Cashmore, Michael Moynihan und Annabel Lee (beide bei Blood Axis), Joseph Budenholzer, Joolie Wood, Matthew Butler und Freya Aswynn.
Sowohl Ian Read als auch das Bandprojekt stehen in der Kritik, sich am rechten Rand der Neofolk-Szene zu bewegen.
Seine Zielsetzung beschrieb Read im Codex 5 (Mai 1994, S. 18): „Ich bin daran interessiert, ein spinnennetzartiges Netzwerk von höherstehenden Menschen quer über den Planeten aufzubauen, Menschen, die sich vielleicht nicht untereinander kennen, die sich aber des Geflechts bewusst sind und befähigt sind, Veränderungen zu bewirken. Diese Veränderungen sind vielleicht nicht immer zum Besseren, aber sie könnten eine interessante Welt ergeben.“
In einem Interview mit dem Fanzine Sigill (Untertitel: Magazin für die konservative Kulturavantgarde Europas) (Nr. 8) erklärte Read, als er auf „faschistische und rassistische Ideen“ angesprochen wurde: „Keine Idee ist völlig wertlos. Die Deutschen hatten einen riesigen Komplex, der ihnen, ehrlich gesagt, von einer Nachkriegsgehirnwäsche eingeimpft worden war. […] Deutsche Magier sollten sich wirklich von den Meinungen darüber was ‚korrekt‘ ist und was nicht […], die ihnen die Leute aufgedrängt haben, befreien. Ich biete dir folgendes als Stoff zum Nachdenken an: Konzentrationslager sollte wohl KL abgekürzt werden, man führte jedoch KZ ein, weil das Z es viel schrecklicher klingen ließ …“

## Diskografie
- CD Gilded by the Sun (1992)
- VHS Live tt Hammersmith (1992)
- CD-Single Blood on the Snow (1993)
- CD Hollow Ways (1994; 2006 wiederveröffentlicht)
- Live-CD mit Charlie MacGowan California Daze (1994)
- CD Midwinter Fires (1995)
- VHS Live At The Hollywood Moguls (1995)
- CD Rûna (1996)
- 7" Reyn Again (1996)
- CD Seasons of Ice (1998)
- Compilation-CD The Pact: Flying in the Face... (2000)
- Compilation-CD The Pact: ...of the Gods (2000)
- CD Birdking (2000)
- Split-7" mit Death in June We Said Destroy (2000)
- Compilation-CD Tyr II (2004)
- CD & LP Fractured Man (2012)
- LP Deo Endovellico Sacrum (2014)